# A Ramón Berenguer III
A Ramón Berenguer III, también conocida como Estatua ecuestre de Ramón Berenguer III o de Ramón Berenguer el Grande, es una escultura situada en el Barrio Gótico de Barcelona (distrito de Ciutat Vella), en la plaza que lleva igualmente el nombre del célebre conde de Barcelona. Basada en un original de Josep Llimona de 1888, esta versión fue fundida en 1950 bajo la supervisión de Frederic Marès. Esta obra está inscrita como Bien Cultural de Interés Local (BCIL) en el Inventario del Patrimonio Cultural catalán con el código 08019/323.

## Historia y descripción
El diseño original de esta obra fue realizado en 1880 por Josep Llimona, siendo entonces un estudiante de dieciséis años establecido en Roma con una beca del Ayuntamiento de Barcelona. Llimona efectuó el esbozo de la que sería una gran estatua ecuestre dedicada al conde de Barcelona Ramón Berenguer III el Grande (1082-1131), artífice de la primera conquista de Mallorca. En 1888 Llimona ejecutó la obra en yeso y fue presentada en la Exposición Universal de ese año, donde fue premiada con una medalla de oro. El modelo fue posteriormente guardado, primero en el pabellón de la Industria y luego en la galería de estatuas del palacio de Bellas Artes, ambos edificios de la exposición.

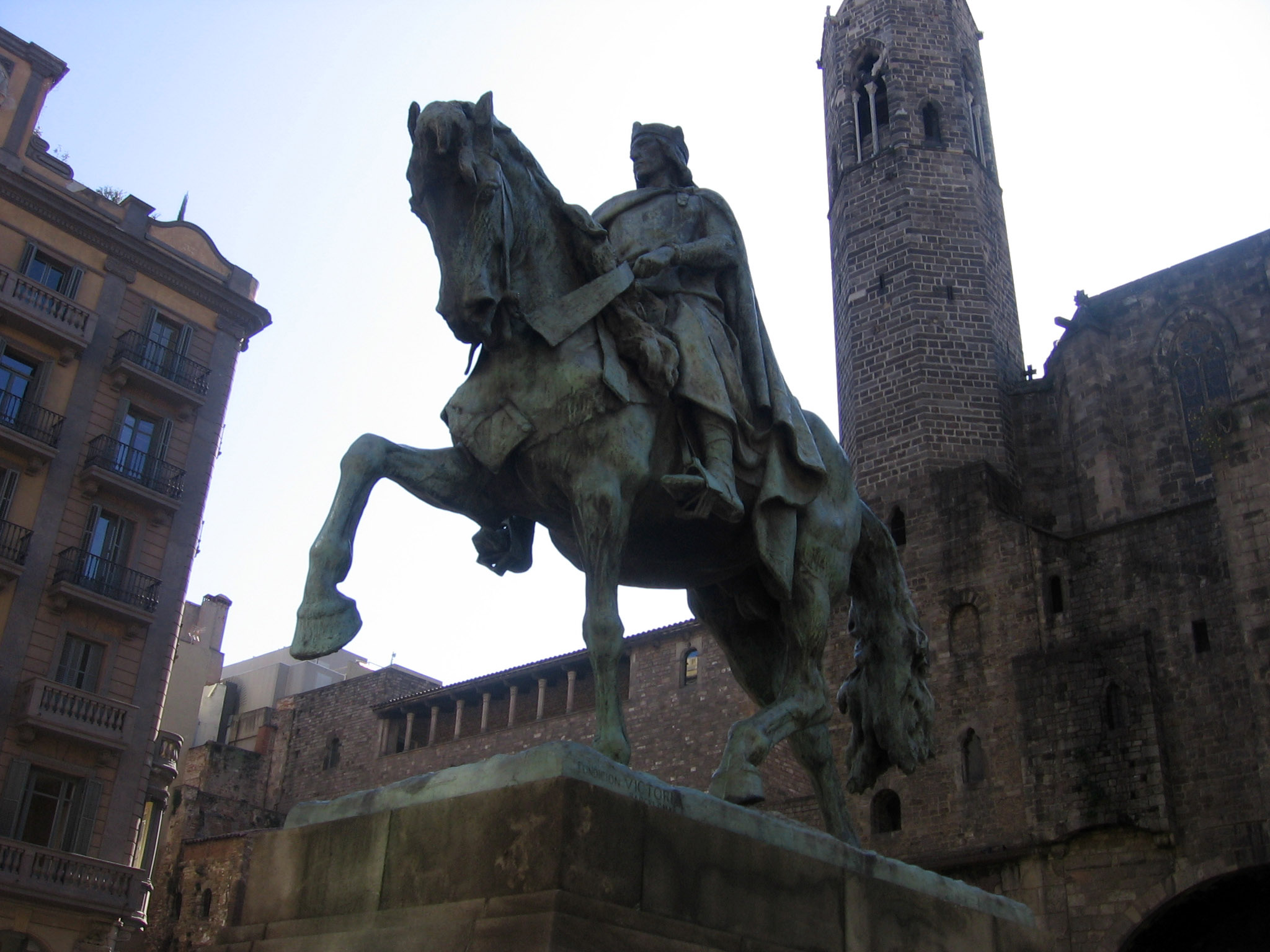

En 1907, cuando comenzaron las obras de urbanización de la Vía Layetana, el consistorio pensó en esta obra para adornar una plaza prevista para la fachada lateral de la capilla de Santa Ágata, junto a la muralla romana. La decisión fue tomada el 9 de diciembre de 1919, fecha en que también se acordó que la plaza sería bautizada con el nombre del conde barcelonés. Sin embargo, las obras de urbanización de la plaza se retrasaron, ya que suponían el derribo de diversos edificios adosados a la muralla romana, junto al proceso de restauración de la propia muralla, iniciado en 1927 y finalizado ya en los años 1950, tras el parón de la Guerra Civil. Finalmente, en 1950 se colocó la estatua, tras ser fundida en bronce por el escultor Frederic Marès, quien añadió de su autoría un nuevo modelo de la cola del caballo, que había sufrido desperfectos cuando el modelo de yeso fue almacenado. La estatua fue inaugurada el 11 de marzo de 1950.
La obra destaca por su monumentalidad, respondiendo a la evocación histórica iniciada por el movimiento cultural de la Renaixença. El célebre personaje se encuentra a caballo, siguiendo la tipología de estatua ecuestre que tiene sus raíces en el arte romano, y que triunfó especialmente durante el Renacimiento. La figura del conde tiene un porte regio, como corresponde a su dignidad, vestido con ricos ropajes y tocado con la corona condal. El estilo de la obra es realista, como era predominante en la época en que Llimona realizó su diseño.